# باشگاه فوتبال کراسنوزنامنسک
باشگاه فوتبال کراسنوزنامنسک (روسی: ФК «Краснознаменск») یک باشگاه فوتبال در شهر کراسنوزنامنسک کشور روسیه بود. این باشگاه در لیگ دسته دوم فوتبال روسیه بازی می‌کرد. این باشگاه در سال ۱۹۹۱ تأسیس شد و در سال ۲۰۰۳ منحل شد. محل برگزاری بازی‌های خانگی این باشگاه بود.

## تاریخچه تغییر نام و شهر خانگی
- ۱۹۸۶–۱۹۹۱ باشگاه فوتبال موسکوفسکی
- ۱۹۹۲–۱۹۹۴ اینترروس موسکوفسکی، استان مسکو
- ۱۹۹۴ تخینفست-ام موسکوفسکی
- ۱۹۹۵ سلیاتینو Selyatino (استان مسکو)
- ۱۹۹۶–۱۹۹۷ MChS-Selyatino Selyatino
- ۱۹۹۸ کراسنوزنامنسک-سلیاتینو کراسنوزنامنسک، استان مسکو
- ۱۹۹۹–۲۰۰۲ باشگاه فوتبال کراسنوزنامنسک
- از ۲۰۱۳ - «جوانان». «باشگاه فوتبال کراسنوزنامنسک» از گروه A خارج شد.

## مسابقات قهرمانی روسیه
| سال  | لیگ                         | مقام | برد | تساوی | باخت | گل‌ها  | spectacles | گلزنان                | جام حذفی |
| ---- | --------------------------- | ---- | --- | ----- | ---- | ----- | ---------- | --------------------- | -------- |
| 1991 | RSFSR Championship Team KFK | 2    | ۲۳  | ۶     | ۳    | ۷۰–۱۵ | ۵۲         | Bogomolov Sergey – 16 | —        |